# Африканска скална бъбрица
Африканската скална бъбрица (Anthus crenatus) е вид птица от семейство Стърчиопашкови (Motacillidae).

## Разпространение
Видът е разпространен в Лесото и Южна Африка.